# Administration des affaires
L'administration des affaires est un domaine d'activités et un domaine d'études qui englobe tous les aspects de l'administration d'une entreprise.
L'administration des affaires comprend tous les aspects de la gestion des opérations, ainsi que les domaines connexes, notamment la planification stratégique, la comptabilité, les finances, la gestion de projet, le marketing et la gestion des systèmes informatiques.
L'objectif de l'administration d'une entreprise est l'organisation efficace de toutes les ressources de l'entreprise (ressources humaines, matérielles, financières, informationnelles, etc.) pour orienter les activités vers des buts et objectifs communs.

## Diplômes universitaires

### Baccalauréat en administration des affaires
Le baccalauréat en administration des affaires (B.A.A., B.B.A., B.Sc.) est un baccalauréat en commerce et en administration des affaires. Le diplôme est conçu pour donner une large connaissance des aspects fonctionnels d'une entreprise et de interconnexion, tout en permettant une spécialisation dans un domaine particulier. Le diplôme permet également à l'étudiant de développer ses compétences pratiques, de gestion et de communication, ainsi que sa capacité à prendre des décisions d'affaires. De nombreux programmes intègrent la formation et l'expérience pratique, sous forme d'études de cas, de présentations, de stages, de visites industrielles et d'interactions avec des experts de l'industrie.

### Maîtrise en administration des affaires
La maîtrise en administration des affaires (MBA, M.B.A.) est une maîtrise en administration des affaires avec une concentration importante sur la gestion. Le MBA a vu le jour aux États-Unis au début du XXe siècle, lorsque le pays s'est industrialisé et que les entreprises recherchaient des approches scientifiques à la gestion. Les cours de base d'un programme de MBA couvrent divers domaines de l'entreprise tels que la comptabilité, les finances, le marketing, les ressources humaines et les opérations d'une manière plus pertinente pour l'analyse et la stratégie de gestion. La plupart des programmes comprennent également des cours à option.

### Doctorat en administration des affaires
Le doctorat en administration des affaires (DBA, D.B.A., DrBA ou Dr.B.A.) est un doctorat de recherche délivré sur la base d'études et de recherches avancées dans le domaine de l'administration des affaires. Le doctorat en administration des affaires est un diplôme terminal en administration des affaires, équivalent au PhD en administration des affaires.

### PhD en gestion
Le PhD en gestion est le plus haut diplôme universitaire décerné dans le domaine de la gestion. Le diplôme a été conçu pour ceux qui visent une carrière dans la recherche académique et l'enseignement en tant que professeurs dans l'étude de la gestion dans les écoles de commerce du monde entier.